# Milorad Nikčević
Milorad Nikčević (crnogorski: Милорад Никчевић; Pješivci, Nikšić, Crna Gora 14. siječnja 1941.) bio je crnogorski i hrvatski znanstvenik, povjesničar i teoretičar književnosti, umirovljeni sveučilišni profesor.

## Sveučilišna karijera
Diplomirao je studij slavistike na Filozofskom fakultetu Sveučilišta u Zagrebu. Na Filozofskom fakultetu u Novom Sadu magistrirao je s tezom Stefan Mitrov Ljubiša i Njegoš – uticaji i paralele. Doktorsku disertaciju Crnogorska pripovijetka od 60-ih godina 19. vijeka do Prvog svjetskog rata obranio je 1985. na Filološkom fakultetu u Beogradu i stekao akademski stupanj doktora filoloških znanosti. 
Usavršavao se na Državnom univezitetu Lomonosov u Moskvi, na UCLA-i i na University of Berkeley, San Francisco. 
Od 1986. radio kao docent i naposljetku kao redoviti profesor u trajnom zvanju (2001.) na Odsjeku kroatistike - Katedra za hrvatsku književnost na Filozofskom fakultetu Sveučilišta Josipa Jurja Strossmayera u Osijeku. Predavao kolegije Metodike jezika i književnosti, Metodologiju znanstvenog rada i Metodiku nastave književnosti. Jedan od utemeljitelja Katedre za metodike i metodologiju znanstveno-istraživačkog rada nastave jezika i književnosti. 
Za stručni, znanstveni i pedagoški rad dobio je Pečat grada Osijeka (2003.) “za izuzetna ostvarenja u području znanosti”. 

## Knjige
- Literarne skice, Osijek 1979.
- Transformacije i strukture, Zagreb 1982.
- Ideje i paralele (knjiž. ogledi i studije), Osijek 1984.
- Crnogorska pripovijetka između tradicije i savremenosti, Titograd 1988.
- Metodičko-problemske književne komunikacije, Zagreb 1991.
- Hrvatski i crnogorski književni obzori (studije), Zagreb 1995.
- Na civilizacijskim ishodištima (studije), Osijek 1999.
- Prilog stoljetnim vezama Hrvatske i Crne Gore (feljtoni), “Glas Slavonije”, Osijek 1999.
- Peroj između povijesnog i fikcijskog (pub. članci), su/autor, Osijek 2000.
- Književna približavanja (rasprave / eseji / prikazi), Osijek 2001.
- Odsjaji kultura (Hrvatska i crnogorska kultura stoljećima), (studije/ intervjui), Zagreb 2002.
- Filološke rasprave (Interkulturalni kontekst), Podgorica 2002.
- Ogledi / studije / susreti – Apolegetika crnogorskoga jezika, Osijek 2004.
- Perojski kulturnopovijesni mozaik. Povijesno-kulturni presjek crnogorske enklave u Istri, Osijek – Podgorica 2006.
- Dnevnik čitanja jednog intelektualca. Književnokritička misao o djelu Milorada Nikčevića (suautorsko djelo), Zagreb – Osijek 2006.
- Komparativna filološka odmjeravanja, Cetinje – Osijek 2006.
- Josip Juraj Strossmayer i Nikola I. Petrović Njegoš u korespondenciji i dokumentima. U duhovnim prostorima Crne Gore/Boke kotorske, HCDP “Croatica-Montenegrina” RH, CKD “Montenegro-Montenegrina”, ICJJ Vojislav Nikčević, Cetinje, Osijek 2009.

## Uredio
- Knjiga sažetaka pola milenijuma Crnojevića štamparije, Zagreb 1994.
- Zbornik radova Pola milenijuma Crnojevića štamparije, Zagreb 1996.
- Za novi pristup Njegoševe Luča mikrokozma (150 godina njene univerzalnosti), “Facta montenegrina”, br. 4 / tematski, Zagreb 1995.
- Zbornik radova Jezici i kulture u doticaju: Peroj / Istra u prošlosti i sadašnjosti, “Tabula”, br. 2, časopis Filozofskog fakulteta, Pula 1999/2000.
- Peroj (1657) crnogorska enklava u Istri, “Facta montenegrina”, br. 16 / tematski, Zagreb – Osijek 2000.
- Josip Ribarić, O perojskom Govoru. Leksikografski prinosi (redigirao, građu prikupio i priredio Milorad Nikčević), Osijek 2004.
- Najnoviji glasovi crnogorske proze (književnoteorijski i izborni pregled), uredili: Milorad Nikčević i Jakov Sabljić, HCDP “Croatica – Montenegrina” RH / CKD “M – M”, Osijek 2007.
- Skupina autora: Stoljetni hrvatski i crnogorski književni i jezični identiteti (izborni pregled), uredio: Milorad Nikčević, HCDP “Croatica-Montenegrina” RH i CKD “Montenegro-Montenegrina”, Osijek 2008.
- Fran Milobar, Dukljanska kraljevina, glavni i izvršni urednik: prof. dr. sc. Milorad Nikčević. Osijek, 2008.
- Međudržavni (Crna Gora i Hrvatska) i međunarodni projekt Dani Ivana Mažuranića (1814-1890) u Crnoj Gori, Cetinje od 27.09. do 01.10. 2009. Program manifestacije & knjiga sažetaka. Manifestation Programme & Abstract Book, HCDP “Croatica-Montenegrina” RH, CKD “Montenegro-Montenegrina”, Filozofski fakultet Sveučilišta Josipa Jurja Strossmayera u Osijeku, Cetinje, Novi Vinodolski, Osijek 2009.
- Snimio dok. film o Peroju / Istra u su/autorstvu sa Stijepom Mijovićem Kočanom, HRT, Zagreb 1998.

## Vanjske poveznice
- Životopis na stranici Sveučilišta u Osijeku  Arhivirana inačica izvorne stranice od 13. ožujka 2016. (Wayback Machine)